# Levendula (keresztnév)
A Levendula  a virágnévből való, újabb keletű névalkotás.

## Gyakorisága
Az 1990-es években szórványos név, a 2000-es években nem szerepel a 100 leggyakoribb női név között.

## Névnapok
- június 18.[2]
- július 22.[2]
- július 24.[2]